# Улрих III фон Вилденберг
Улрих III фон Вилденберг (на немски: Ulrich II/III von Wildenberg; * пр. 1236; † 20 юли 1308) е благородник от род фон Дюрн, господар на замък Вилденбург и Вилденберг в Кирхцел в Бавария.
Той е четвъртият син на Конрад I фон Дюрн († 1258) и съпругата му Мехтилд фон Лауфен (* пр. 1254; † 1276/1277), дъщеря на граф Попо IV фон Лауфен († 1212/1219), внучка на Попо III фон Лауфен и Аделхайд фон Фобург. Майка му е роднина на император Фридрих I Барбароса. Внук е на Улрих I фон Дюрн († сл. 1212) и съпругата му Лукардис († сл. 18 март 1222).
През 1251 г. баща му Конрад I фон Дюрн разделя собствеността си между синовете си: Бопо I († 1276) получава графството Дилсберг, Рупрехт II († 1306) територията ок. Форхтенберг, и Улрих III територията ок. Вилденбург.
От липса на пари Улрих III, също племенниците му Бопо II и Рупрехт III продават части от собствеността.

## Фамилия
Улрих III фон Вилденберг се жени за Аделхайд фон Крутхайм-Боксберг († сл. 19 май 1271), дъщеря на Крафто фон Крутхайм-Боксберг († 1271) и Аделхайд фон Велденц († пр. 1268). Тя е внучка на Волфрад I фон Крутхайм († 1234) и Аделхайд фон Боксберг († сл. 1213). Те имат две дъщери:
- Елизабет фон Вилденберг († 1335)
- Мехтхилд фон Вилденберг († сл. 1324)